# Rýžové víno

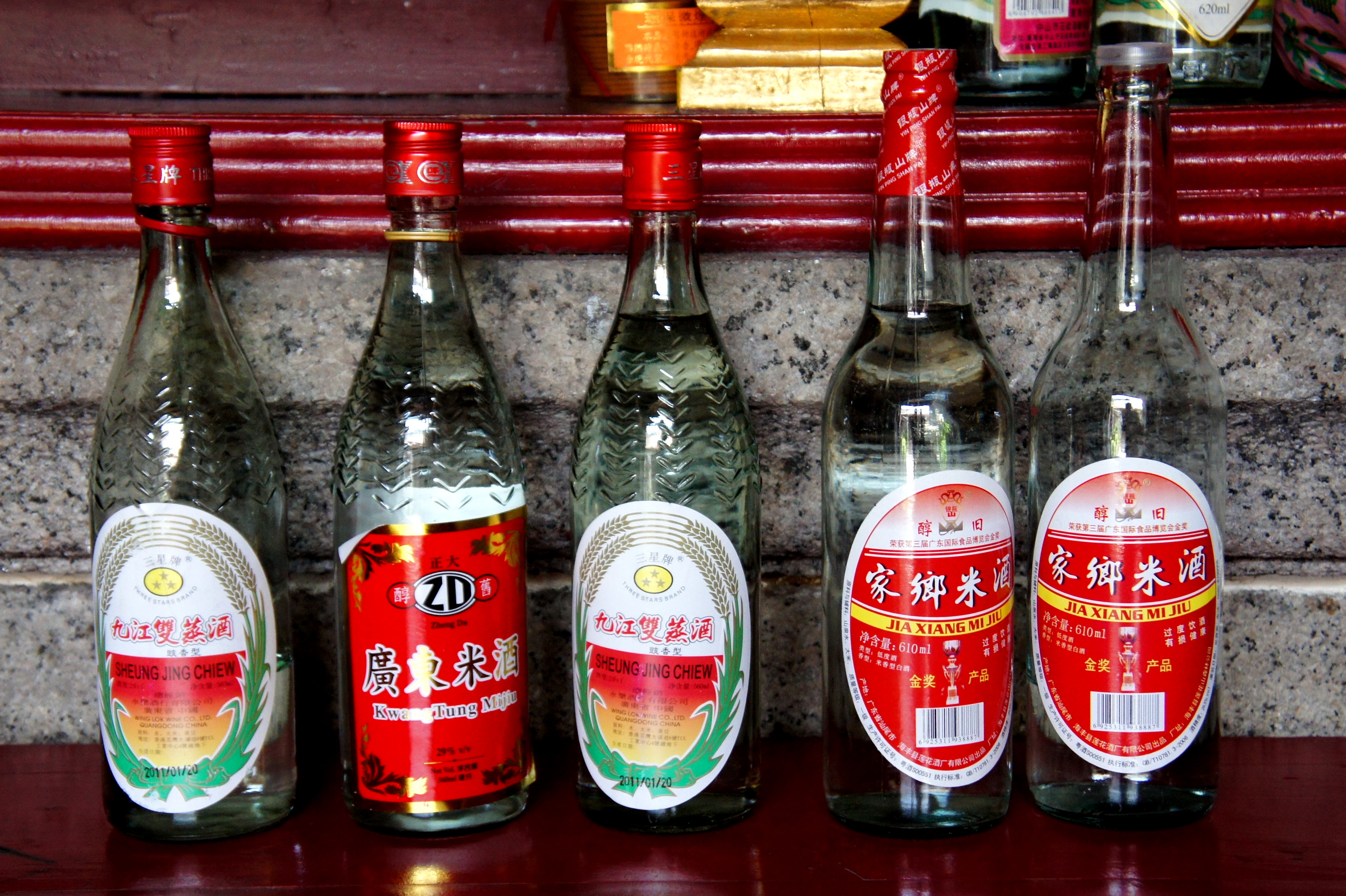
Láhve rýžového vína

Rýžové víno, známé též jako mijiu, je alkoholický nápoj vyrobený z rýže, který se tradičně pije ve východní, jihovýchodní a jižní Asii. Na rozdíl od běžného vína, jež se připravuje kvašením přírodních cukrů obsažených v plodech vinné révy či v jiném ovoci, se vyrábí kvašením rýžového škrobu. Tento proces se podobá přípravě zápary při výrobě whisky, liší se však zdrojem enzymů, které štěpí škrob na cukry. V případě rýžového a dalších vín z obilnin jsou jejich zdrojem mikroorganismy, zatímco u piva a whisky vznikají enzymy přirozeně v klíčícím ječmeni.
Striktně řečeno je víno výsledkem kvašení vinného moštu vylisovaného z hroznů vinné révy. Alkoholické nápoje připravené kvašením škrobu, který se nachází v zrnech obilnin, jako japonské sake či čínské chuang-ťiou (huangjiu) nejsou tedy, technicky vzato, vínem a mají spíš blíže k pivu. Nicméně chuť hotového nápoje je natolik odlišná od piva, že by používání tohoto názvu bylo značně zavádějící. Organoleptické vlastnosti nápoje ze zkvašených obilnin, jako je rýžové víno, jsou mnohem blíž vínům, tedy nápojům ze zkvašených hroznů, a proto se pro jejich označení vžil termín víno.
Rýžové víno mívá obvykle vyšší obsah alkoholu (18–25 %) než víno z révy (9–16 %), jež však má vyšší obsah alkoholu než pivo (obvykle 4–6 %). V asijské gastronomii se rýžové víno používá stejně jako víno v kuchyni evropské, tj. jak při stolování, tak při vaření. Obvyklou náhražkou rýžového vína používaného v čínské a v ostatních asijských kuchyních je suché světlé sherry.
Obojí víno pak slouží i k náboženským a obřadním účelům.